# 蒂欧格·都·科托

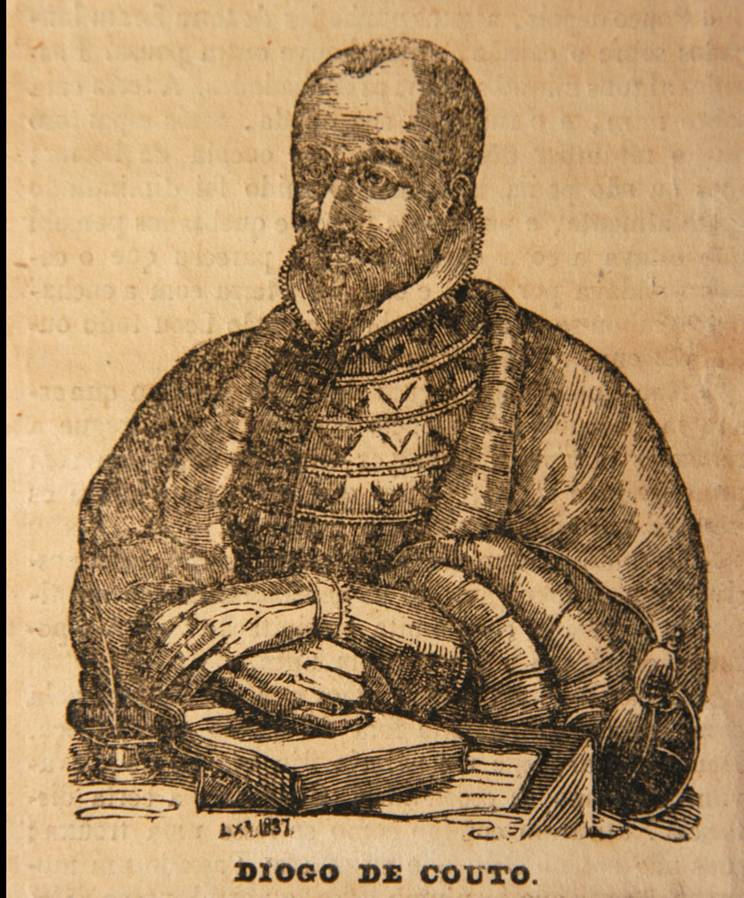
葡萄牙历史学家蒂欧格·都·科托

蒂欧格·都·科托（Diogo do Couto，1542年—1616年），葡萄牙历史学家，1542年出生于里斯本，1616年12月10日逝世。少年时在圣安唐学习拉丁文和哲学。1559年旅居印度，为期十年。1569年返国后复旅居莫桑比克。著有《印度历史》。1616年在印度果阿逝世。